# Heliotropium cunninghamii
Heliotropium cunninghamii är en strävbladig växtart som beskrevs av George Bentham. Heliotropium cunninghamii ingår i Heliotropsläktet som ingår i familjen strävbladiga växter. Inga underarter finns listade i Catalogue of Life.